# Regnbågssolfågel
Regnbågssolfågel (Cinnyris coccinigastrus) är en fågel i familjen solfåglar inom ordningen tättingar.

## Utbredning och systematik
Fågeln förekommer från Senegal till Sierra Leone, österut till södra Nigeria, Kamerun, Centralafrikanska republiken, nordöstra Demokratiska republiken Kongo och sydvästra Sydsudan; utanför häckningstid även till nordöstra Gabon. Den behandlas som monotypisk, det vill säga att den inte delas in i några underarter.

## Status
Arten har ett stort utbredningsområde och beståndet anses vara stabilt. Internationella naturvårdsunionen IUCN listar den därför som livskraftig (LC).